# 新田镇 (宣城市)
新田镇，是中华人民共和国安徽省宣城市宣州区下辖的一个乡镇级行政单位。

## 行政区划
新田镇下辖以下地区：
梅清社区、新田村、蒲田村、成熟村、新泰村、山岭村和赵村。